# Mariano Gomar de las Infantas
Mariano Gomar de las Infantas (Lérida, 27 de julio de 1855 - Ibíd., 25 de febrero de 1923) fue un abogado y político español.

## Biografía
Pertenecía a la ilustre Casa de Gomar de Lérida. Era hijo del leridano José de Gomar y Kessel, y de la barcelonesa Eulalia de las Infantas March Millas. Se graduó en Derecho civil y Ciencias político-sociales.
Participó como oficial en la tercera guerra carlista en el bando de Don Carlos. Posteriormente se separó del carlismo en 1888 y se adhirió al partido integrista liderado por Ramón Nocedal. En 1886 Gomar de las Infantas había participado en la fundación del Diario de Lérida, vinculado al integrismo, bajo la dirección de José Antonio Mostany. Más tarde dirigiría él mismo dicho diario. Durante muchos años fue jefe provincial del partido integrista en Lérida.
Tomó parte en la lucha electoral y fue elegido diputado provincial por el distrito de Seo de Urgel-Sort en 1896 y 1901.
En 1907 fue elegido senador por la lista de la Solidaridad Catalana. En octubre del mismo año hizo un ruego al ministro de Fomento para que se construyese a la mayor celeridad el nuevo puente sobre el río Segre en Lérida. En la cámara alta fue miembro de numerosas comisiones en las que defendió los intereses de su provincia.
Según el presbítero Buenaventura Pelegrí, director del Diario de Lérida en la década de 1920, Mariano Gomar de las Infantas era muy devoto del Apostolado de la Oración y de la Eucaristía, tomando parte en la «Vela Nocturna» y las «Cuarenta Horas». Formó parte de la Junta de la Academia B. Mariana y fue vocal del Jurado de Pintura en los Certámenes. Hospedó en su casa las Conferencias de San Vicente de Paúl.
De acuerdo con la necrología que le dedicó el diario católico La Cruz, se hallaba en posesión de varios títulos nobiliarios que por modestia nunca quiso ostentar.